# Мірза Салаамат Алі Дабір
Мірза Салаамат Алі Дабір (урду مرزا سلامت علی دبیر, нар. 1803, Делі — пом. 1875, Лакхнау) — індійський поет XIX століття. Писав на мові урду. Автор елегійних поем.

## Біографія

### Юність
Мірза Салаамат Алі народився у 1803 році у Делі. Його сім'я була багатою та шанованою. Його батько Мірза Гулам Хуссейн, покинув Делі, коли його спустошили британці та повернувся на короткий час після відбудови міста. У віці семи років Мірза Салаамат Алі емігрував зі своїм батьком у Лакнау.

### Навчання
У Лакнау здобув хорошу освіту. Виявляв жвавий інтерес до науки і дискусії, які він проводив з вченими людьми, загострили його інтелект і дотепність. Але більше його захоплювали поезія, особливо марсії, і він став учнем Міра Музаффара Хусайна Заміра. Однак він випереджав інших учнів у швидкості інтелекту і досяг майстерності, завдяки якій заробив велику похвалу від свого вчителя і інших поетів.
Його слава швидко просувалися вперед, і він мав честь читати свої твори для наваба Газі-уд-Дін Хайдера і наваба Ваджід Алі Шаха. Багато благородних чоловіків і жінок королівського двору стали його учнями. Його репутація як поета і його близькість зі учителем збуджували заздрість деяких з менш благополучних суперників, які створили конфлікт між ним і його вчителем через марсію, яку він прочитав на зборах у наваба Іфтакхар-уд Даула. Зрештою, вони помирилися і всі непорозуміння були узгоджені. Дабір завжди ставився з повагою до вчителя і не дозволяв іншим говорити про нього погано.

### Суперництво з Мір Анісом
Дабір був уже відомим, коли до Лакнау з Файзабада переїхав поет Мір Аніс. Поетичні конкурси і суперництво з Анісом призвело до загострення стосунків між поетами, але суперництво ніколи не переступало межі пристойності. Обидва були чемними і шанобливими один до одного і рідко з'являлися разом. Дабір був прекрасним майстром елегійних віршів і присвятив їм усе своє життя. Він поділяв всі якості Аніса, але більше використовував величні вирази і високі за звучанням слова. Він приділяє особливу увагу польотів фантазії і свіжості ідей. Іноді велич вірша не відповідала важливості предмета. Він був особливо вправний у інтеркаляції арабських віршів з Корану. Писати швидко і добре був одним з найбільших його дарів. Мальовничі та рідкісні порівняння, велич віршів, високі прольоти метафор, оглушливі слова, елегантність дикції, швидкість інтелекту, вміння швидко складати хвилюючі вірші, винахідливість його генія — все давало йому перевагу поруч з Анісом.
Суперництво цих двох великих поетів розділило літературну еліту Лакхнау на два табори, які відповідно називалися Анісія (анісіти) і Дабірія (дабіріти). Їхня заангажованість часто проявлялася в безглуздих дискусіях. Порівняння цих поетів досить цікаве і повчальне. Обидва жили в тому ж віці, народилися майже в один час і померли протягом року один від одного. Обидва були присвячені до одного жанру поезії і жили в одних і тих же умовах і атмосфері. Аніс проте був поетом за походженням і отримав дар до поезії у спадок. Дабір не мав такого благородного походження. Обидва були майстрами у своїй сфері. Аніс звернув особливу увагу на відпрацювання, чистоту, солодкість, влучність і елегантність дикції і ідіоми. Дабір приділяє більше турботи до винаходу ідей, польоту фантазії, пошук нових і рідкісних порівняннянь, величчі і пишноті слів. Красномовство є девізом Аніса. Велич — девіз Дабіра.

### Останні роки життя
У 1858 році Дабір відвідав Муршідабад, а в 1859 році Патну. У Дабіра був один син — Мірза Мухаммад Джафар, поетично прозваний Аудж, який пішов по стопах свого батька. Він був великим ученим і вважався авторитетом у просодіях, на яких він опублікував трактат. Дабір помер в 1875 році в Лакхнау і похований у власному будинку. Бічний штрек біля його будинку названий на його честь (Kucha-e Mirza Dabeer). Будинок поета зараз знаходиться в жахливому стані і потребує термінової реконструкції.